# Acordo de Paz de Acra
O Acordo Global de Paz de Accra ou o Acordo de Paz de Accra foi o acordo de paz que finalizou a Segunda Guerra Civil da Libéria. Foi assinado em 18 de agosto de 2003, em Accra, no Gana. Foi criado após a assinatura de um acordo de cessar-fogo em 17 de junho de 2003 e "negociações intensivas por meios indiretos" a partir de 4 de junho em Akosombo, Gana.
O acordo exigiu o estabelecimento de um governo de transição de dois anos no pós-guerra (Governo Nacional de Transição da Libéria), que seria composto de 76 membros: doze de cada uma das três partes beligerantes; dezoito dos partidos políticos; sete da sociedade civil e dos grupos de interesses especiais; e um de cada de quinze condados da Libéria.  As partes em conflito, os partidos de oposição e os grupos da sociedade civil concordaram em compartilhar pastas ministeriais e oportunidades de emprego no gabinete e no parlamento e as eleições deveriam ocorrer no final de 2005.[carece de fontes?]
O acordo de paz abrangeu uma ampla gama de tentativas de reformas; comprometendo-se a um inquérito sobre direitos humanos através de uma comissão da verdade e a verificação das forças de segurança por motivos de direitos humanos. O ex-chefe de Estado nigeriano, o General Abdulsalami Abubakar, facilitou as negociações que levaram ao acordo.  No entanto, a sociedade civil também desempenhou um papel importante nas negociações. Indivíduos representando organizações interreligiosas, dos direitos humanos, pró-democracia, dos direitos das mulheres e jurídicas foram incluídos como delegados oficiais e muitos outros participaram oficialmente como observadores. As mulheres foram especialmente ativas nessas discussões de paz. Todos os dias entre 150 e 200 mulheres ativistas refugiadas chegavam ao hotel onde as negociações estavam sendo realizadas para defender o fim dos bombardeios a Monróvia e da violência em seu país.   Essas mulheres foram organizadas pela "Women of Liberia Mass Action for Peace".[carece de fontes?]